# ワルキューレロマンツェ 少女騎士物語
『ワルキューレロマンツェ 少女騎士物語』（ワルキューレロマンツェ しょうじょきしものがたり、Walkure Romanze）は、2011年10月28日にRicottaから発売されたアダルトゲーム。および、それを原作とした各種作品群。
主題の「ワルキューレロマンツェ」は「ワルキューレ ロマンツェ」「ワルキューレ・ロマンツェ」とも表記される。表記上は「ワルキューレロマンツェ」だが、正式な発音は「ワルキューレロマンツエ」であるのがメーカーのこだわり。また、副題の「少女騎士物語」の部分は大括弧を付けて「［少女騎士物語］」と書かれることが多い。公式略称は「ワルロマ」。

## 概要
『プリンセスラバー!』（以降、『プリラバ』）に続くRicottaの第2作であり、『プリラバ』と同じく原画・キャラクターデザインはこもりけいが担当している。
ゲームシステムやグラフィック、セックスシーンの趣向といった要素は『プリラバ』と同様であるが、学園を舞台とした一方で馬上槍試合の一騎討ちである「ジョスト」を題材とした点は大きく異なる。また、『プリラバ』と違って各種作品群への派生前の時点で、一般向け作品への出演声優を起用したドラマCDが発売された。

## 沿革
2009年3月21日にRicotta公式サイトへ制作発表と共にPCゲーム版の紹介ページが開設され、製品の発売に先駆けてグッズ販売やイベント参加が行われたが、開発の難航から発売は何度もの延期を経た2年7か月後にまで遅れ込むこととなった。
2012年8月9日にはPCゲーム版のスピンオフ作品『ワルキューレロマンツェ More&More』（ワルキューレロマンツェ モア アンド モア）の制作が発表され、2013年10月25日に発売された。PCゲーム版の本編で個別エンドが用意されなかったサブヒロイン達については、本編序盤の共通ルートを経てそれぞれの個別エンドへ連なる物語を描き、メインヒロイン達については本編個別エンド後の物語が短編でそれぞれ描かれる。
2013年6月21日には、テレビアニメ化が発表された。『ワルキューレロマンツェ』のタイトルで同年秋から放送開始予定と報じられ、同年10月から12月にかけて放送された。詳細は#テレビアニメを参照。
2013年10月4日には、DMM.comでPCゲーム版の独占ダウンロード販売が開始された。
2013年11月20日には、ガマニアデジタルエンターテインメントの運営する「Web ナイトカーニバル!」でPCゲーム版とのコラボレーションやキャンペーンが同年12月3日までの期間限定で開始された。
2013年12月13日には、DMM.comで『More&More』の独占ダウンロード販売が開始された。
2014年9月26日には、DMM.comで『ワルキューレロマンツェ Re:tell』の独占ダウンロード販売が開始された。本編からノエル、『More&More』からは綾子をピックアップしたアフターストーリーがそれぞれ描かれている。この作品はパッケージ版が販売されず、ダウンロード専売となる初のタイトルとなる。
2015年4月24日には、DMM.comで『ワルキューレロマンツェ Re:tell II』の独占ダウンロード販売が開始された。本編からスィーリア、『More&More』から茜をピックアップしたアフターストーリーがそれぞれ描かれている。この作品はパッケージ版が販売されず、ダウンロード専売となる2番目のタイトルとなる。

## 評価
PCゲーム版はGetchu.comの「美少女ゲーム大賞2011」の総合部門で第20位、グラフィック部門で第1位、エロ部門で第2位をそれぞれ記録した。
『More&More』は同じく「美少女ゲーム大賞2013」の総合部門で第20位、グラフィック部門で第4位、キャラクター部門で龍造寺茜が第16位、エロ部門で第5位をそれぞれ記録した。

## あらすじ
ヨーロッパのとある大きな街・ヘレンズヒル。その街には、華麗かつ勇壮な戦いで観衆を魅了する馬上槍試合の一騎討ち「ジョスト」の名門校・ウィンフォード学園が存在する。数多くの有名な騎士とベグライター（騎士補佐）を輩出してきたその学園で、水野貴弘は馬の世話をしながら退屈な日々を送っていた。
かつて天才騎士として名を馳せていた貴弘は自らの力を試すためにウィンフォード学園へ留学したが、大会の決勝戦で重傷を負い、その時の怪我による後遺症が元で力を発揮できなくなって引退を余儀なくされ、ベグライターを専攻していた。しかし、今年は出会った様々な少女騎士たちを支えたいという意志からベグライターとして強い決意を持ち、そのうちの1人と共に大会の優勝を目指すこととなる。こうして、元騎士のベグライターと少女騎士たちによる、熱く長い「ジョスト」の戦いの日々が始まるのだった。

## 登場人物
声優名は特記の無い限り、PCゲーム版 / ドラマCD版・テレビアニメ版。1人しか記載されていない場合は特記ない限りPCゲーム版の声優。

### 主人公
水野 貴弘（みずの たかひろ）
声 - 山下誠一郎（テレビアニメ版）
本作の主人公。ウィンフォード学園2年生でベグライター科専攻。子供の頃から母国・日本でジョストのジュニア部門で無敗と謳われた天才騎士であり、自分の力を試すために留学した本場の欧州では数々の大会で活躍していたが、数年前の大会決勝で不運にも大怪我を負い、その後遺症によってジョストが困難になったため、騎士の道を断念してベグライターへ転向した。長年の経験と観察力から、相手騎士の行動や馬の状態を読むことに優れている。
ベグライターとしての実績はほとんど無いが、その隠れた才能はスィーリアやノエル、茜やカイルなども認めるほどである。さらにはリサルートでは一度だけ玲奈のベグライターとしてタッグを組んだことで、今までリサに勝てなかった玲奈が圧倒的に追い込む騎士の力を最大限に発揮させるなど、リサのベグライターになって欲しいと頼んだ玲奈自身も自分のベグライターになってもらいたいと思わせるほど。他のベグライターが手を出そうとしない気難しい馬の世話も進んで行うなど、競技に関係無くかなりの馬好きでもある。
脚に後遺症が残っており、乗馬や基本的なジョストはできるが、大会レベルのジョストは脚に負担がかかるため、長時間はできない。逆に短時間であれば、学園最強のスィーリアともほぼ互角に戦えるほどの実力を持つ。
容姿に優れるうえ、時折見せる紳士的さに男女問わず人気がある。入学して2年経つが未だにパートナーが見つからず退学の危機に陥っていたが、出会ったヒロインを支えたい気持ちから彼女を選び、共に大会優勝を目指すこととなる。騎士を辞めた本当の理由は「周囲の期待をまた裏切ってしまうことが怖かったから」ということが、美桜ルートで明らかになる（つまり、精神的なショックで力を出せなくなっていた）。美桜とスィーリアルートでは最終的に自らも騎士として再起し、優秀な成績を残すまでになる。『More&More』での綾子ルートでも、綾子の励ましと助言によって騎士へ戻る決意をする。
PCゲーム版では美桜が騎士の時には彼女のベグライターになっているが、テレビアニメ版ではなっていない。
自身の所有する馬は特にないが、「春風（はるかぜ）」という馬に乗ることが多い。

### メインヒロイン
希咲 美桜（きさき みお）
声 - 茉田部里依紗 / 清水愛
身長：157cm / スリーサイズ：84 (C)/54/83 / 誕生日：3月10日 / ジョストの技術順位：Dランク
趣味：お茶の葉集め、消しゴムはんこ / 好きなもの：ティータイムと創作料理
ウィンフォード学園2年生で普通科専攻。貴弘が留学していた頃からの知り合いで、家も近い。両親と暮らしており、TARTE TIMEでは綾子の趣味によるメイド服を着せられてアルバイトしている。家庭的な性格で家事全般が得意。普通の料理は上手だが、趣味の創作料理であからさまに変な組み合わせの食材・調味料を使うために不味いを通り越して物凄い味がするうえ、それを貴弘達に時々食べさせたりしている。貴弘のことは騎士時代から見続けており、騎士を引退した後もいつの日か復帰することを願っている。
ある日、ひょんなことからベルティーユとの一騎討ちを挑まれ、成り行きで貴弘の指導の下で練習し、勝利する。その際、腰まで伸ばしていたロングヘアーを邪魔だからとショートヘアにした。美桜のシナリオではこの出来事を機にジョストの楽しさに目覚め、貴弘と一緒に本大会への出場と勝利を目指す。
使用する鎧はジェイムスが持っていた中古の甲冑。この鎧は『More&More』にて後述する騎士時代の綾子が着用していた物と酷似しており、年式的にも彼女の引退後にジェイムスの手へ渡ったものであることがうかがえる。これを買い取り、兜は貴弘が騎士時代に使っていた兜を使用。馬はジェイムスが買い付けた未調教の馬で、年齢も若く体格は小さいが、長年の勘で「コトの次第じゃ化けるかもしれない」と提供してもらった。
当初は馬ですら乗れない有様で、大会までの時間が少なかったために上級技術は無理だが、騎士時代の貴弘の試合を間近で観ていた影響で相手の動きがおおよそ理解でき、生まれつき動体視力と反射神経が優れているため、相手のある程度の攻撃には対処できる。上記の通り大会までの時間が無いため、カウンターに特化させている。ストーリー上での登場人物の中で唯一、スィーリアに勝利している。
エンディングでは騎士科から普通科へ再び転科し、以前の生活に戻っている。ジョストはベルティーユや茜、リサの練習相手を担当する程度で、貴弘以外のベグライターと組む気が無いため大会などには参加せず、騎士になる気もない。
愛用の鎧は、名工・MISAGRIAの1998年製。スタンダードだが、高い加工精度で非常に動きやすい。EARLY GOTHIC ARMORタイプ / 材質はスチール、ブラス、炭素繊維 / 重量9.8kg / 製造国はイタリア・ミラノ。
愛馬の名前はサクラ。
スィーリア・クマーニ・エイントリー
声 - かわしまりの / 瑞沢渓
身長：168cm / スリーサイズ：93 (G)/56/88 / 誕生日：11月27日 / ジョストの技術順位：Sランク
趣味：クマのぬいぐるみ集め、お風呂 / 好きなもの：グヤーシュ、お好み焼き
ウィンフォード学園3年生で騎士学科専攻、そして学生会会長。国内でも有数の名家「エイントリー公爵家」の長女で、その美貌と堂々とした姿勢、誰にでも分け隔てなく接するその性格ゆえ、全校生徒から尊敬されている。「騎士たるもの強くあれ」という家訓の元に幼い頃からジョストに勤しみ、数々の大会優勝、そしてウィンフォードの大会でも2連覇を成し遂げている女王。去年までベグライターを得ておらず、かつて兄・ユリアーヌスの弟子で、騎士として優秀だった貴弘にベグライターになってもらうよう依頼した。普段は凛とした姿勢でいるが、趣味はくまのぬいぐるみの収集。態度が一変して熱く語るほどで、自宅の部屋には（テレビアニメ版では生徒会室にも）たくさんのぬいぐるみが置かれている。
騎乗する馬は自身が所有する馬。生来の才能に加え、個々のことをじっくりと鍛錬する努力型で動作に無駄がなくて速く、ほとんどの試合では羽落としで決着をつけている。
愛用の鎧は、名工・MATTEOGRASSIの2004年製で、MISAGRIA製より装飾と軽量化を重視して設計されている。HIGH GOTHIC ARMORタイプ / 材質はスチール、金、革、炭素繊維 / 重量9.2kg / 製造国はイタリア・ロンバルディア。
愛馬の名前はリヒト (Licht)。
ノエル・マーレス・アスコット
声 - 島原蘭 / 中村繪里子
身長：160cm / スリーサイズ：86 (D)/56/84 / 誕生日：9月15日 / ジョストの技術順位：Bランク
趣味：ハーブ栽培、カフェ巡り / 好きなもの：サンドウィッチ、ジャンクフード、妹
ウィンフォード学園2年生で騎士学科専攻。名家「アスコット侯爵家」の長女で、スィーリアに並ぶ大貴族として有名だが、明るく気さくに接する性格から周囲に好かれている。可愛い女の子にセクハラする癖があり、主に美桜（稀に茜やフィオナ）が犠牲になることが多い。また、社交界にも幼少の頃から接していたため、淑女としての振る舞いを見せることもある。去年の大会では目立った活躍はしなかったが、上級レベルに追いつくほどの実力を持ち、妹・ミレイユのためにも今大会での優勝を狙う。
貴弘にベグライターになって欲しいことを頼んだ最初の1人である。その結果、予選でも全て完全勝利したり本選の準決勝でもリサを圧勝するなど、貴弘をベグライターにしたことにより、その強さを発揮するような活躍を見せる。
基本と応用に忠実な、しかし無駄のない攻撃と防御、そして時には大胆な賭け引きをする闘い方をする。
愛用の鎧は、堅実なARMATURA社の2007年製。実戦重視の質素なデザインで、ノエルがヘルムをカスタムしたもの。 GOTHIC ARMORタイプ / 材質はスチール、チタン、ブラス、カーボン / 重量10.6kg / 製造国はイタリア・ヴェネツィア。
愛馬の名前はエトワール (Etoile)。
リサ・エオストレ
声 - 夏野こおり / 田口宏子
身長：147cm / スリーサイズ：77 (B)/53/80 / 誕生日：6月3日 / ジョストの技術順位：Aランク
趣味：ジグソーパズル、一人旅風の写真撮影 / 好きなもの：激辛ナシゴレン
ウィンフォード学園1年生で騎士学科専攻。ジュニアの頃から数々の大会で優勝するなど類稀なる才能を持ち、学園内でも2・3年生でもまともにやり合える相手がなかなかいないと言われるほどの天才。普段は人付き合いが苦手で、無口で無愛想なために周囲とはなじめず、入学試験の時に知り合ったフィオナと大抵一緒に居る。幼い頃に母は他界しており、形見の指輪をネックレスにして首に下げている。
昔は今のような性格ではなかったが、唯一の肉親である母が死んでからは一族では財産争いに夢中の貴族達や母の死を悲しむ者がいないことが原因で、他人と関わることを避けて今のような性格になる。
背が低く顔つきが幼いために子供扱いされることもあり、本人は気にしている。大の辛党で、美桜が作った「超激辛タコス」も表情を変えずに黙々と食べている。チェスが強く、時々カイルやジェイムスが挑戦してくるが、返り討ちにしている。ただ、貴弘がジェイムスにアドバイスをしたときは初めて負けている。
1人でも勝てることを証明する気持ちで戦ってきたが、スィーリアのシナリオにおける決勝では貴弘をベグライターとして雇ったスィーリアに敗北し、ノエルのシナリオでは準決勝で貴弘に隙を付けられるように見抜かれてノエルに瞬殺された。また、美桜ルートでも準決勝でスィーリアに敗れている。
ジョストで着る鎧は黒い鎧。ベグライターは不要と見なして選ばず、馬を全速で疾走させて決着をつける突撃を主とした短期決戦型。
茜との決闘の時期はPCゲーム版とテレビアニメ版では違い、前者では美桜とベルティーユの前だが、後者では後である。どちらも理由がフィオナにバカにされたことが発端であり、PCゲーム版では玲奈が生徒会の権限で決闘を止めたが、テレビアニメ版では生徒会の接近を知った貴弘が茜とリサの槍を同時に弾いて勝負を治め、新入生に馬の特訓をしているように細工したが玲奈は貴弘による細工に気付き、あえて彼の話に乗ったことがうかがえる。どちらの展開でも、決着がつかないまま止められた点は共通している。
PCゲーム版では茶会に来ることは無いが、テレビアニメ版では参加している。
愛用の鎧は、MITTELALTER社の2009年最新型。ライン加工が帯状で独特な形で、カーボンファイバーが多く使われており、軽く頑丈に作られている。MAXIMILIAN ARMORタイプ / 材質はチタン、炭素繊維 / 重量7.6kg / 製造国はイタリア・ローマ。
愛馬の名前はブリッツ (Blitz)。

### 『More&More』での昇格ヒロイン
龍造寺 茜（りゅうぞうじ あかね）
声 - さくらはづき / 生天目仁美
身長：161.8cm / 体重：46.8kg / スリーサイズ：86 (E)/55/83 / 誕生日 10月18日 / ジョストの技術順位：Aランク
ウィンフォード学園2年生で騎士学科専攻で貴弘たちのクラスメイト。日本からの留学生であり、同じ日本人の美桜とは親友の仲。凛としたいわゆる大和撫子で、私生活でも女袴の姿でいる。真面目な性格でジョストの練習も怠らないためにジョストの実力は一流で、多種多様な変形技も使う。ジョストの時には実家から持ってきた甲冑を着る。スィーリアのことを神聖視し、彼女の前では通常の自分とは思えないほどに感激・動揺する。恋愛沙汰には疎く、特に性的な話になると赤面して狼狽する。甘い物が好きだが、本人はジョストの修行をする者としてとても恥ずかしいことと真剣に思っているが、大抵は甘い誘惑に負けて隠れてケーキなどを購入している。実家で父親の晩酌に付き合っていたため、かなりの酒豪。
運動能力が非常に高く、下手な男性を軽く上回る能力を持つ。特技は剣道・家事（主に雑巾がけ）・破魔矢作り。趣味は押し花作り・スウィーツショップ探訪・ファッション関連。好きな色はピンク。好きな食べ物は茜の母親である早苗の創作ミカンスウィーツ・天ぷら。好きな音楽はUS-POPで、特に女性シンガー好き。好きな男性のタイプは、自分の緊張をほぐしてくれる、包容力があり優しい人。大切にしているものは、姉の五月から貰ったリボンと家族全員で撮った写真。腕の太さがコンプレックス。嫌いなものは蛙。
将来の夢は祖母のような物事に達観した女性になること。
『More&More』での茜ルートでは、鍛錬剣道をしていることが明らかとなり、貴弘をベグライターとして組むも大会ではスィーリアに敗北して落ち込む。これがきっかけで心に迷いが出て普段勝てる相手にも負けてしまうほどスランプ状態となってしまう。その後、家族に貴弘が自分の恋人と勘違いされて共に実家へ帰ることとなる。
実家では剣道を励んでいるだけでなく、巫女の仕事を勤めていて、久美の指名により年に1度の祭りによる舞をやる事になったが、五月の舞が過去最高と評価されている為に自信がなく、過去に完璧に踊れた事が一度も無かったが、本番で貴弘の声を聞き自分は1人では無く、いつもとなりに貴弘が付いている事を思い出して見事に成功させる。
ヘレンズヒルに戻った後は、スィーリアに再戦を申し込む。
愛用の鎧は、ノエルと同じARMATURA社の2007年製のスタンダードモデルを元に、竹とチタンで和風鎧を加えたカスタムモデル。ORIENTAL ARMORタイプ / 材質はスチール、チタン、竹、炭素繊維 / 重量10.3kg / 製造国はイタリア・ヴェネツィアで、日本国内で特注。
愛馬の名前は紫苑（しおん）。
ベルティーユ・アルチュセール
声 - AIRI / 柚木涼香
身長：164.1cm / 体重：51kg / スリーサイズ：102 (l)/58/96 / 誕生日：5月11日 / ジョストの技術順位：Bランク
ウィンフォード学園2年生で騎士学科専攻。ウィンフォード学園にも度々寄付している名家アルチュセール男爵家の令嬢で、豊満なプロポーションと目立つ言動から学園では有名人。高飛車で多少口やかましいが、善悪の区別を付けられる上に相手の良い所は素直に認める性格ゆえに憎めないタイプ。いつも同級生兼お付き兼ベグライターのエマとアンを従え、妙に息のあったやり取りをする。ひょんなことから美桜に一騎討ちを挑み、敗北した上で美桜が騎士ではないと知りながらもライバルと認め、時々騎士を目指すよう薦めている。美桜のシナリオでは彼女の出場に心から喜んで予備戦・本大会で槍を交えることとなり、それ以外のシナリオでは時々練習試合などで美桜と対戦している。
ジョストで着る鎧は「優雅に美しく華麗に、そして軽く動きやすく」をコンセプトに作られた由緒正しいもので、所々に装飾されている凝った作りになっているが、軽量化優先で余計な部分を省いており、通常の鎧より露出度が高く下半身の装備がほとんどないため、大勢の前で着るには恥ずかしい姿となっている。ジョストの腕もかなりのもので、各キャラのシナリオによっては本戦まで勝ち上がっている。
『More&More』でのベルティーユルートでは、アンとエマと共に貴弘の指導を元に練習を励んで彼に対して強い興味を持つ。元々運動神経とスタミナ、そして向学心が人一倍にあり、貴弘のアドバイスを紙が水を吸うかのように瞬く間に吸収・成長し、本選でも注目されるほどの活躍を見せ、精神面での波の激しさを克服すれば各大会でも屈指の騎士として活躍できる貴弘は評価している。
幼馴染であると同時に因縁のライバルであるアリスの転入によって、彼女達の因縁の対決に貴弘を巻き込んでしまう。
ある日、とある事故でベグライターのアンが事故に遭ったことから、代理としてアンとエマが貴弘にベグライターを依頼し、2人で大会を優勝するために戦うこととなる。
美意識からの数学が好きで他の教科は覚える気が無く、まぁ優秀な程度。特技はヴァイオリン・ヘアセット。趣味はネイルアートと料理。好きな色は白。好きな食べ物はハーブティーと蜂蜜。好きな音楽は、ソリストでオーケストラの前に立てるという理由でヴァイオリン協奏曲。好きな男性のタイプは、器が大きく飴と鞭を上手に使い分けてくれる人。大切なものは白薔薇紋章家の騎士としてのプライド。胸の大きさによる肩こりがコンプレックス。嫌いなものは鉄棒。
将来の夢はSランクの白薔薇騎士として世界で転戦すること。尊敬する人物は、自分の鎧のデザイナー。
愛用の鎧は、名工・MISAGRIAとファッションブランドCUOIOの共同で設計されたコンセプトアーマー。実はベルティーユが新作展示ショーで気に入って入手したものであり、パレードアーマーである。PARADE ARMORタイプ / 材質はスチール、銅、炭素繊維 / 重量不明 / 製造国はイタリア・ミラノ。
愛馬の名前はバイズ・ローゼン（白薔薇）。
柊木 綾子（ひいらぎ あやこ）
声 - 苺原コズエ / 水橋かおり
身長：165.8cm / 体重：52kg / スリーサイズ：95 (H)/59/92 / 誕生日：2月3日 / ジョストの技術順位：抹消済み
貴弘の従姉。年齢は本編開始時で25歳。日中はウィンフォード保健医として働き、夕方から夜にかけてはTARTE TIMEの店主として働くが、本人は多忙さを苦と思わずに楽しく掛け持ちしている。
普段は誰に対しても優しく接し、学園の生徒からも近所の人達からも慕われているが、一度怒らせるととても怖い人としても知られている。時には貴弘の相談に乗り、アドバイスをすることもある。
幼い頃から貴弘を弟のように可愛がっており、現在は保護者のような立場のため、彼も頭が上がらない。しかし、『more&more』で貴弘の想いに触れていくうちに、普段は見せない言動をするようになるなど、実際は弟以上の感情を抱いている模様。
特技はバレーボール・皿磨き。趣味は懸賞の応募とプリンを食べること。好きな色は黒。好きな音楽はUK-ROCKでベーシストが好き。好きな男性のタイプは、夢中にさせてくれて、自身の夢を一所懸命に追いかける人。大切なものはTARTE TIME・お爺様がくれた言葉。骨太な体格がコンプレックス。ガラスを引っかく音が嫌い。将来の夢はTARTE TIMEのお金を返済し、プリンパーティーをすること。尊敬する人物はジャンヌ・ダルク。
『More&More』における綾子ルートでは、貴弘が再び騎士に戻ることを強く願っていると判明し、自らの助言をきっかけとして彼が騎士に戻ることとなった。また、同ルート内で異性との交際経験が皆無であることが判明する。
1年生のエリーが貴弘に恋路を抱いてTARTE TIMEで告白したことをきっかけに、彼のことが気になって仕事に手がつかなくなる。エリーとの貴弘をめぐる恋のライバル心が芽生えた瞬間でもあった。
実は学園の卒業生であり、存学中には騎士科に所属していたことから元騎士であることが判明している。

### サブキャラクター
カイル・L・オルブライト
声 - 川梛珱 / 下野紘（ドラマCD版）
ウィンフォード学園2年生でベグライター科専攻。貴弘のクラスメイトであり親友。騎士時代の頃の貴弘も知っており、何かと気さくに話してくる。夢は歴史に名を残せる騎士を育てることで、木に登って騎士を見定めるなどの若干の奇行癖と、多少自信過剰な所があり、時々周囲を気にせず大きなことを言う癖がある。埋もれた才能を見出して自らの手で育て上げることに意義を見出しているため、スィーリアや茜のようなある程度完成された騎士に付くことにはあまり興味を示さない（臨時のベグライターとして力を貸すことは積極的に行う）。ベグライターとしての実力は本物で、カイルが選んだミアータも中級レベルほどの実力を引き上げられるほど。
『More&More』の綾子ルートでは騎士へ戻る決意を抱いた貴弘に、ベグライターではなくなることを聞いてショックを受けるが、親友として騎士復帰の手伝いをするために貴弘のベグライターとなる。鍛えるためではなく、ベグライター科から騎士科へ復帰するためのリハビリ的な特訓メニューを考え、さらにはクライドとの模擬戦と騎士復帰試験では対策を練ったりベグライターとしてでなく親友として貴弘を励まして思いきり行かせるなど、他のヒロインルートよりもベグライターとしての能力を発揮させる活躍を見せる。
趣味はチェスで「知略家のたしなみ」と言っているが、言うほど強くない。最近はOKONOMIYAKIやSUSIなどの日本食にも興味がある。
ジェイムス・アスムッセン
声 - 山田葵 / 飯塚昭三
ウィンフィード内の厩舎で馬の世話をする初老の男。長年ジョストと馬に携わっているために着眼点は確かで、時折騎士やベグライターに的を射た忠告などを言うことがあるために生徒達からは信頼されており、貴弘も良き忠告者として慕っている。
貴弘を自身の若いころにそっくりであると評しており、作中どのルートにおいても貴弘にアドバイスを行い、誰かと交際している際には好々爺じみた台詞を言うなど、目をかけている模様。
チェス好きで、カイルやリサと一局を指すことがあるが、下手の横好きなためにカイルとはほぼ同レベル。
『More&More』では、綾子の祖父と親友同士であり、共に馬とジョストの話材で酒を酌み交わしあったことが語られ、その際に貴弘も綾子の祖父とジェイムスの交友関係を昔から知っている描写が描かれている。
フィオナ・ベックフォード
声 - 天野小鳥 / 千葉千恵巳
ジョストの技術順位：Bランク
ウィンフォード学園1年生で、騎士学科専攻。リサとは入学試験の時からの知り合いで、大抵はリサと一緒に居る。いわゆる現代っ子で、自分は悪くないと自身の非を認めない性格で、度々他の生徒と衝突することがある。ジョストの腕は一年生の中では優秀な方に入り、リサと同様ベグライターを望まず1人で闘うタイプで、時々リサの試合を観て学ぶことがある。猫が嫌いで鳴き声を聴くだけで逃げ出すほど。
愛用の鎧は、新鋭・ARETE社の2009年製、特徴的なデザインなので愛用者はあまり多くないが、フィオナは好んでいる。右肩パフスリーブ内部にカーボン製の肩鎧が付いていて、攻撃時の動きやすさに特化している。GRIFFIN ARMORタイプ / 材質はチタン、炭素繊維 / 重量8.7kg / 製造国はイタリア・トレヴィーゾ。
玲奈・F・エイヴァリー（れいな・F・エイヴァリー）
声 - 長谷川夏紀 / 今井麻美
ジョストの技術順位：Bランク
ウィンフォード学園3年生で、騎士学科専攻で学生会副会長、スィーリアの親友。おっとりとした性格の持ち主。リサの幼馴染で、リサから姉のように慕われている。リサに1人で戦うことの限界とベグライターの重要さを教えるため、貴弘にリサのベグライターになるよう頼んでくる。ノエルルートのエンディングではスィーリアのベグライターとなり、公私共に支えるパートナーになっている。
スィーリア同様、1つ1つをじっくりと鍛錬する努力型。その結果、基本に忠実に、そして無駄のない素早い動作で相手を翻弄する。
愛用の鎧は、リサと同じMITTELALTER社の前々年度2007年製、最新型よりカーボン使用量は少ないがバランスが良く使い易い。EARLY MAXIMILIAN ARMORタイプ / 材質はスチール、チタン、炭素繊維 / 重量10.1kg / 製造国はイタリア・ローマ。
ミレイユ・マーレス・アスコット
声 - 宮川夕華 / 下屋則子
アスコット侯爵家次女でノエルの妹。小さい頃、ノエルの不注意が元で起こった事故によって脚を負傷し車椅子生活を送っているが、本人は姉を一切恨んでおらず、ジョストをする姉を応援している。ノエルはそんなミレイユの期待に応え、彼女を勇気付けようと優勝を目指す。ノエルルートでは、ノエルと付き合い始めた貴弘にも懐き、2人が自身を「兄バカ」「姉バカ」と言うほどに仲睦まじい姿を見せていた。
侯爵家息女だが料理に造詣が深く、けして舌が痩せては居ない貴弘を唸らせるほどの腕前を持つ。
『More&More』のノエルのアフターストーリーでは、ジョストへの造詣の深さから練習を観戦した時に鋭い指摘をしてみせた。
グレイトフル・マーレス・アスコット
声 - 聖徳太 / 西村知道
アスコット侯爵家当主。商家でもあり、取引などで家に帰らない時もある。厳格な性格の持ち主で、貴族らしく銘のある者と結婚させようと見合い話を持ちかけたりしている。ミレイユの脚を奪ったジョストを嫌悪し、ノエルにも辞めさせようと厳しく接しているため、言い争いが絶えない。
自宅の庭に壊れた騎士の像があるが、それはグレイトフルがジョストを憎むあまり破壊したものである。その一方でかつては騎士だった経験を持ち、娘と比べ才能はなかったもののジョストは愛している。また、本編開始の約10年前に亡くなった妻を現在でも愛しており、再婚話などが持ち上がらないよう書斎には妻の大きな肖像画を飾っているほか、家柄のためとはいえ長女のノエルに望まぬ結婚を強いねばならないことに罪悪感を感じているなど、良き家庭人かつ良き父でもある。
『More&More』のショートストーリーでは婿入り予定の貴弘を晩酌に付き合わせるほどの信頼を置いており、男手一つで娘2人を育て上げる苦労や押し付けがましく行った行為への罪悪感を酒席で吐露している。
ユリアーヌス・クマーニ・エイントリー
声 - ほうでん亭ブリスケ
エイントリー公爵家の次期当主でスィーリアの実兄、貴弘のかつてのジョストの師匠である。騎士として高名なのはもちろん、ジョストでも世界屈指の実力者として有名、勝つためには犠牲は止むを得ないという勝利至上主義者で、かつて弟子入りした貴弘にジョストの全てを教えようとしたが、大会時の大怪我で貴弘を突き放すように破門している。本格的に登場するのはスィーリアのシナリオで、卒業生として近年低迷化しているウィンフォード学園のジョストを憂い、大会参加者を中・上級者のみに限定させるなど自身の勝利至上主義を無理矢理押し付け、練習相手のノエル・リサ・茜を1対3で圧倒したうえで最終的にスィーリアと対峙した。貴弘に関してもユリアーヌスが弟子にしたのは後にも先にも貴弘のみであることから実際は愛弟子のように思っており、スィーリアルートの数年後ではユリアーヌスの練習相手を務められるのは貴弘のみとなっている。
『More&More』の綾子ルートではクライドを新たな弟子にしている。
東雲（しののめ）さん
声 - 三代眞子 / 米澤円
ウィンフォード学園1年生で、ジョスト大会の密着取材と実況その他もろもろを担当する女生徒。神出鬼没で実況と聞くと至る所に出没し、装着しているインカムで実況解説をしている。
体育祭では公平な実況のために紅白どちらにも組分けしないよう教諭陣へ頼み込むなど、実況にかけるその熱意と噂の仕入れスピードは学園随一を誇る。
アン
声 - 光子さん / 新井里美
ベルティーユを慕っており、エマと3人で行動していることが多い。面白そうなことがあると、ベルティーユを巻き込ませようとする。ベルティーユのベグライターを務める。『More&More』でも同様にベルティーユのお付き兼ベグライターとして登場し、孝弘がベルティーユとエマとアンの3人で行っている日課の朝昼夕の3度おこなっている練習風景で数回遭遇して、孝弘やベルティーユと掛け合いしていたが「ある事件」から急展開する。
エマ
声 - 村崎紫 / 内山夕実
ベルティーユを慕っており、アンと3人で行動していることが多い。また『More&More』でもアン同様にベルティーユのお付き兼アシスタントとして、ベルティーユのサポートを務めている。
ミアータ・ラッセル
声 - 川中瀬奈
ウィンフォード学園1年で騎士科専攻。カイルに対しては的確な指示のおかげで自身の技術が向上したこともあり、感謝と同時に尊敬もしている。多少あがり性だが、カイルの目に適っただけありジョストの腕が瞬く間に上達し、予備戦を高得点でクリアした経歴での登場もする。一部ルートでは、大会前にカイルが見つけたパートナーとしてファーストネームのみで登場。また別のシナリオでは本戦出場権を獲得た「騎士科1年（無名）」で紹介している。更に別のシナリオではカイルが孝弘達に自分のパートナーを話した際、騎士科1年でBランクに認定された。とだけ話し「無名」で紹介しているシーンもある為、これ等のシナリオ別での登場や紹介を見る限り、同一人物では無いシナリオもある。但し、美桜ルート（前夜祭で開催した学園祭に「出張TARTE TIME」へカイルが案内してキャラクター登場し、ファーストネームを美桜と孝弘に名乗りお客として登場。）・スィーリアルート（前夜祭で開催した学園祭にカイルが普通科の出し物に参加した際、キャラクターとして登場し同級生の女子（表記：「女の子」のみ）と共に以前、カイルが連れて行った「お好み焼き屋」が気に入り学園祭の出店で自分達2人が出店したいと思い立ち学園祭に出店するものの、調理経験が1年生女子の2人とカイルには全く無いまま出店するが、前日カイルから約束して足を運んだ孝弘が巻き込まれ当日に事の成り行きを知る羽目になるが調理担当を頼む友達の為・後輩の為・スィーリアの為に調理担当をかって出て奮闘するシーンで登場。）・リサルート（大会予選が開始する数日前の出来事で、カイルと孝弘の会話でキャラクターとしては登場せず、ファーストネームだけが話題の中で登場。）この様にヒロインごとに、出自が異なるが「ノエルルートのみ」貴弘とのタッグで予選2回戦までを連続の快進撃で勝ち続けるノエルの試合を観て、初めてキャラクターとしてノエル達の前に現れ「ノエルのファンになった。と告げたのち」ノエルから名前を聞かれ、「自分が騎士科1年に在籍している事。・この時、初めてフルネームを名乗った事。更に『まだベグライターが決まっていない事』の3点」を孝弘とノエル達に告げ、その後ノエルファンとして活躍を応援し続け大会本線では自らの御手製「アスコット家の家紋入り応援用の旗」を作り、熱心に声援を送っているため、他のシナリオより多く登場する。
ササミ
声 - 猫屋敷なつ / 千葉千恵巳
リサが可愛がっている子猫。それまで寮がペット厳禁だったにもかかわらず内緒で飼っていたが、バレて途方に暮れていたところに貴弘と出会い、綾子の案でリサが卒業するまでの間はTARTE TIMEで飼うことになった。好物はササミ。
テレビアニメ版ではリサを必ず伴うということもなく様々な場所へ現れるため、放し飼いにされていることがうかがえる。その自由奔放な行動は騒動の元になることがあるが、リサとフィオナにとっては和解のきっかけにもなった。
水野 貴文（みずの たかふみ）
貴弘の父。スィーリアルートでのみ貴弘の夢で登場。国内では無敵を誇る天才騎士で貴弘は父親に憧れてジョストを始めた。現在も現役の騎士として国内外の大会で活躍している。
『More&More』の綾子ルートでは正式に名前が登場し、10年前に史上初の日本人による四大大会制覇（グランドスラム）を達成し、「一陣の風（ブラストウィンド）」という異名を持っていることが語られている。貴弘が特に話題にしたことがないため、カイルですら貴弘が水野貴文の息子であることは知らなかった。

### 『More&More』で登場したサブキャラクター
アリス・ヴァインベルク
声 - イチゴイチエ
騎士科の転入生。ベルティーユの幼馴染にして因縁のライバルで、プロポーションは彼女に劣るものの、その顔立ちと性格はまるで鏡に写った自身を見ているかのようにそっくり。とある事情でウィンフォード学園とはまた別の、ジョストを専攻する学園に在籍していたが、ベルティーユとの決着を付けようとウィンフォード学園へ転校してきた。最初はベルティーユにジョストで勝利して因縁に決着をつけるはずだったが、とある出来事がきっかけでベルティーユのベグライターになる貴弘に恋慕を抱き、彼を賭けてベルティーユと色々な形で決着をつけることとなる。
ジョストの腕は優秀で、カイルもアリスという優秀な騎士が居たという情報が耳に入るほど。さらにベルティーユの幼馴染ゆえに彼女のわずかな癖も熟知しており、対ベルティーユに特化した、そういう意味ではスィーリア達よりも手ごわい相手と貴弘に評価されている。
着用する鎧はベルティーユが愛用している鎧（試作品）が量産化されたもので、基本設計は彼女の鎧とほぼ同一かつ下半身の露出度が高い作りとなっているが、ベルティーユの展示使用とは違い実用性重視で製作されているため、装飾品がなく肩部などの関節部分が改修されている。
エリミヤ・ティレット
声 - 外苑舞
普通科一年の女子。通称エリー。リサやフィオナの友人で、貴弘に積極的にアプローチをかけてくる。名前は綾子ルートでのみ判明する。
実はかつて雨に濡れていた所を貴弘に傘を貸してもらったという恩があり、それ以来貴弘のことを想い続けている。
龍造寺 五月（りゅうぞうじ さつき）
声 - 表参道千代
茜の姉。明るく活発な性格で悪戯好きな所があり、茜がよくからかいの対象となっている。その軽い態度とは裏腹に「神童」と呼ばれるほど多才な人物で、茜の目標の1人でもある。スマートフォンを使って事ある毎に写真を撮影しようとする。
龍造寺 早苗（りゅうぞうじ さなえ）
声 - 沢村かすみ
茜と五月の母。おっとりとした性格であまり物事に動じない。娘の茜の恋愛模様に興味津々。
龍造寺 晃（りゅうぞうじ あきら）
声 - 子太明
茜と五月の父。神社の神主であり、剣道の達人。茜もよく稽古をつけてもらっており、スランプに陥った茜の剣を鋭く見抜いている。
龍造寺 久美（りゅうぞうじ くみ）
声 - 筧良子
茜と五月の祖母。厳格ではあるが心優しい人物。
クライド・ハーディング
声 - 須賀紀哉
騎士科の転入生。ユリアーヌスの新しい弟子。騎士としての実力は高いが自信家であり、ユリアーヌスの弟子を辞めておきながら再び騎士に返り咲こうとしている貴弘のことを見下している。
自らがユリアーヌスの最高にして唯一の弟子であることを証明するために、元弟子である貴弘に勝負を挑んでくる。TARTE TIMEに資金援助をしている伯爵夫人を伯母に持ち、借金の返済の緩和を引き換えに（実際は綾子の方が返済を滞らせることを嫌っているだけ）強引に貴弘に勝負を了承させるが、決着寸前にユリアーヌスによって制止させられてしまう。しかしこの決闘によって貴弘が確かな実力を持った騎士であることを認め、それからは一転好敵手扱いするようになる。

## 用語
ジョスト
主にヨーロッパで競技されており、槍（ランス）のみを用いる一騎討ちの馬上槍競技。作中では騎士の代名詞の1つとして憧れの対象とされており、日本の武士道と同様に、騎士道として競技が浸透している。
作中でのルールは3ポイントで1本の3本先取制であり、打突部位による取得ポイントは腕が1ポイント・胴が2ポイント、左肩は防御部位であるためにポイントにはならない。また、槍を落とす、後ろから攻撃を行う、落馬、攻撃しない、馬が止まってしまう、羽以外の兜（ヘルム）に攻撃してしまうと1本を失う。兜の羽根飾りを落とした場合は「羽落とし」（フェザーズフライ）と判定され、その時点で3本取得し勝利となる。顔面や喉への攻撃は反則負け（1本）。柵や馬への攻撃は故意か否かにより判定が変化するが、故意の場合は反則としてポイントを失う。
スィーリアとユリアーヌスが実戦で行った「槍と槍をぶつけ合い綺麗に割る」という技術は難易度が非常に高いため、この技術を使える騎士は高く評価される。
ヘレンズヒル
物語の舞台となるヨーロッパの大きな街。王都の次に長い歴史を持っており、近代化の波を受けながらも古き良き街並みを残している。街の至る所には、昔に日本から運ばれた桜の樹が植樹されている。また、スタディオンでジョストの世界大会などが開催される際には観戦に訪れる観光客で賑やかになるため、街を挙げての一大イベントが開催される。最近では「SUSI」や「OKONOMIYAKI」などの日本食の店舗が出店しており、異文化の味として人気を博している。
スタディオン
毎年開催されるジョストの専用闘技場。建物は歴史を感じさせるが最新の設備が完備されており、「ジョストの聖地」として世界大会など様々なジョストの競技が開催されるため、ジョスト関係者にとって一度は訪れたい場所とされている。
ウィンフォード学園
貴弘達が通う学園。ヘレンズヒルに存在し、王立学園の次に長い歴史を持つ。ジョストの名門校としても世界的に有名であり、数多くの有名な騎士やベグライターを輩出しているため、自国の一般生徒だけに留まらず貴族の子息や海外から留学してくる生徒もいる。普通科とは別に、騎士を目指す生徒が学ぶ騎士科とベグライターを目指す生徒が学ぶべグライダー科があるが、普通科の生徒はジョストの選手として参加することは原則禁止されている。また、ベグライターを目指す生徒は、2年間の間にパートナーとなる騎士を見つけなければならないという規定があり、2年経っても見つけられなかった場合、「ベグライターになる資格なし」として退学処分が下される。学生寮を完備しており、自宅通学も寮生活も自由である。
ベグライター (begleiter)
「付き人」「付添」「従者」などを意味するドイツ語。作中では、騎士専属として鎧の整備から馬の世話まで担当するほか、試合の戦術や戦略を考えて騎士を補佐する者を指す。
TARTE TIME（タルトタイム）
ヘレンズヒルの一角に存在する古本屋兼喫茶店。綾子が経営しており、貴弘はここで下宿している。美桜がアルバイトで勤務しており、貴弘も勤務している。夜はバーとして営業され、街の常連客によって賑やかになる。

## スタッフ
- 原作・原案 - Ricotta
- シナリオ統括 - 北川晴
- キャラクターデザイン、原画 - こもりけい
- 原画 - ひづき夜宵
- シナリオ - 北川晴、たにかわたかみ、Hatsu、なたけ、おくとぱす、assault、おるごぅる
- グラフィックチーフ - あさば
- グラフィック - 御影ひろ、山本、f*cla、長月、こふきいも、西森恭一郎、珠品上夫、環かおる、よっしー、jaime、柳、ZERO1
- グラフィック協力 - APRICOT
- 背景美術 - studio outline
- プログラム - QLIE.net（ワームスエンタテイメント）
- システムスクリプト・アニメーション - Ko-Ta
- 演出統括 - MG
- スクリプト・演出 - Fumi、がのす、はらぺこにゃん、さばみそ
- ムービー製作 - 神月社（Mju:z）
- グラフィックデザイン - CLASSLABEL DESIGN LIMITED
- サウンドディレクター - 虻川治
- 音楽
  - 少女騎士物語 - 野中“まさ”雄一、景家淳、斎藤悠弥、田辺トシノ
  - More&More - junya、Tanatoshi、shono、morikawa
  - Re:tell・Re:tell II - ほーの、タナトシ
- マスタリングエンジニア - 犬山寛一
- マスタリングスタジオ - DOG-STUDIO,LTD.
- 音響製作 - 有限会社ロックンバナナ
- 音響監督 - Ben、クラッシャー
- 音響編集 - リソゴ・スター、薬屋ヒロポン、アベヲ
- 音響制作担当 - いそこ
- キャスティング協力 - ロックンバナナ
- デバッグ - Ricottaオールスタッフ
- 広報 - 小柴
- スペシャルサンクス - かわの、鶴、TOMIZOU55
- アシスタントディレクター - ゆーき☆パンサー、BetaK
- ディレクター - すてるすダイコン
- プロデューサー - コージ

## 主題歌

### 少女騎士物語
オープニングテーマ「本当の勇気に変わるまで」
作曲・編曲 - 東タカゴー / 作詞・歌 - 橋本みゆき
エンディングテーマ「希望の星〜HERO〜」
作曲・編曲 - 田辺トシノ / 作詞・歌 - 橋本みゆき
イメージ挿入歌1「Shooting the future」
作詞・編曲 - 東タカゴー / 作詞・歌 - 佐咲紗花
イメージ挿入歌2「Mind Squall」
作曲・編曲 - 斎藤悠弥 / 作詞・歌 - 佐咲紗花

### More&More
オープニングテーマ「Paint A Future」
作詞 - SugarLover / 作曲・編曲 - 宝野聡史 / 歌 - NANA
挿入歌「My Spring」
作詞 - SugarLover / 作曲・編曲 - 皆見アキヒト / 歌 - しほり
エンディングテーマ「コイノウタ」
作詞 - SugarLover / 作曲・編曲 - 斎藤悠弥 / 歌 - しほり

### Re:tell
オープニングテーマ「Melty Heart」
作詞 - SugarLover / 作曲・編曲 - 宝野聡史 / 歌 - Daisy×Daisy

### Re:tell II
オープニングテーマ「Cherish」
作曲・編曲 - 宝野聡史 / 歌・作詞 - MiKA

## 関連商品

### CD

#### サウンドトラック
MEMORIAL SOUND COLLECTION OF WALKURE ROMANZE ORIGINAL SOUNDTRACK
2015/05/02発売

#### ドラマCD
携帯サイト「ポケット★ドラマCD」において配信もされている。発売元：フロンティアワークス。
ワルキューレロマンツェ 少女騎士物語 ドラマCD第1巻 春を待つ少女たち
2012年4月20日発売（FFCP-0013）
初回版にはジャケットイラストと同絵柄のステッカーが封入。
ワルキューレロマンツェ 少女騎士物語 ドラマCD第2巻 ジョスト強化合宿？
2012年9月12日発売（FFCP-0014）
ワルキューレロマンツェ 少女騎士物語 ドラマCD第3巻 恋に恋する恋騒動
2013年9月11日発売（FFCP-0017）
キャスト
希咲美桜：清水愛
ノエル：中村繪里子
スィーリア：瑞沢渓
リサ：田口宏子
龍造寺茜：生天目仁美
玲奈：今井麻美
ベルティーユ：柚木涼香
柊木綾子：水橋かおり（第1、3巻のみ）
カイル：下野紘（第1巻のみ）
フィオナ：千葉千恵巳（第2巻のみ）
東雲さん：米澤円（第3巻のみ）

### コミカライズ
いずれも、乳首などの性描写がある。
ワルキューレロマンツェ［少女騎士物語］（電撃大王）
著者：蜜キング / 構成協力：藤代百 / 発行：アスキー・メディアワークス
「月刊コミック電撃大王」2012年5月号（3月26日発売）より2013年7月号（5月27日発売）まで連載。美桜ルートを基にした内容。全2巻。
1. 2012年11月27日発売 ISBN 978-4-04-891188-7
2. 2013年8月27日発売 ISBN 978-4-04-891847-3

ワルキューレロマンツェ［少女騎士物語］（DENGEKI HIME）
著者：渚まのあ / 発行：アスキー・メディアワークス
「DENGEKI HIME」2012年7月号（5月30日発売）より2012年11月号（9月28日発売）まで連載。内容としてはノエルをメインに据えていた。全4話、未完。
ワルキューレロマンツェ 少女騎士物語
著者：NO.ゴメス / 漫画原案：空蝉 / 発行：キルタイムコミュニケーション
WEBマガジン「コミックヴァルキリーWeb版」VOL.2（2013年1月28日配信）よりVOL.22（2014年10月10日配信）まで連載。スィーリアを中心とした内容で終盤にSEX描写あり。
コミックヴァルキリー公式サイト、ニコニコ静画、デジタルまんが王で第1話と直近数話分が無料配信されている（各サイトの利用者登録は必要）。
1. 2013年12月21日発売 ISBN 978-4-7992-0523-5
2. 2014年11月28日発売 ISBN 978-4-7992-0661-4

ワルキューレロマンツェ -ノエル・エトワール-
著者：アズマサワヨシ / 発行：アスキー・メディアワークス
「DENGEKI HIME」2013年7月号（5月30日発売）より2014年2月号（12月27日発売）まで連載。ノエルを中心とした内容で終盤にSEX描写あり。全1巻。
1. 2014年1月15日発売 ISBN 978-4-04-866249-9

### ノベライズ
セックス描写あり。
ワルキューレ ロマンツェ
著者：空蝉 / 表紙：こもりけい / 発行：キルタイムコミュニケーション / レーベル：二次元ゲーム文庫
- スィーリアの恋物語 - 2012年5月28日発売、ISBN 978-4-7992-0260-9 / 挿絵：緑木邑

限定版（発行元通販、amazon、とらのあな、まんが王にて販売）には表紙のバージョン違いテレカと、表紙絵にこもりのサインが入ったカードが付属。
- ノエルの恋物語 - 2013年12月11日発売、ISBN 978-4-7992-0331-6 / 挿絵：はっとりまさき

### 書籍
ワルキューレロマンツェ［少女騎士物語］ ビジュアルファンブック
2012年3月30日発売 / 発行：エンターブレイン、ISBN 978-4-047279-50-6
18禁。アダルトゲーム版ムック。

## テレビアニメ
| 原作                         | Ricotta                                                                  |
| 監督                         | 山本裕介                                                                 |
| シリーズ構成                 | ふでやすかずゆき                                                         |
| キャラクター原案             | こもりけい                                                               |
| キャラクターデザイン         | 桂憲一郎 石田可奈（基礎講座）                                            |
| 総作画監督                   | 桂憲一郎 高田晃（第二話 - 第十二話）                                     |
| 馬設定                       | 岸田隆宏                                                                 |
| ジョスト設定 鎧作画監督      | 渋谷一彦                                                                 |
| プロップデザイン             | もといぎひろあき                                                         |
| メインアニメーター           | 入江篤                                                                   |
| 美術監督                     | 吉原俊一郎                                                               |
| 美術設定                     | 金城沙綾                                                                 |
| 色彩設計                     | 藤木由香里                                                               |
| CGIディレクター              | さいとうつかさ                                                           |
| 撮影監督                     | 松井伸哉                                                                 |
| 編集                         | 内田恵                                                                   |
| 音響監督                     | 塩屋翼                                                                   |
| 音楽                         | 中西亮輔                                                                 |
| プロデューサー               | 石原良一、池知也、福田順 清水美佳、鈴木めぐみ あらかわまさのぶ、小菅秀徳 |
| アニメーションプロデューサー | 向峠和喜                                                                 |
| アニメーション制作           | エイトビット                                                             |
| 製作                         | ワルキューレロマンツェ製作委員会                                         |

『ワルキューレロマンツェ』のタイトルで2013年10月から同年12月まで放送された。全12話。
貴弘の性格は『プリラバ』の有馬哲平と同様に原作から変更され、ヒロイン達のセックスアピールやそれによるトラブルに遭っても安易に流されず、朴念仁として騎士やベグライターへの思いを燻らせる面が強調されている。そういった理由もあり、『More&More』での昇格ヒロインである茜やベルティーユにも焦点が当てられた一方、サブキャラクターは貴弘の回想シーンに無言で登場するユリアーヌスを除いてカイルやミアータなどが登場を見送られた。
ジョストの実技シーンは原作以上に多く緻密に描かれており、手描きの絵と3DCGを組み合わせることに際して人物だけでなく、馬や鎧にも注力するための作画スタッフが起用されている。また、話によっては本編終了後にちびキャラ化された登場人物がジョストの詳細や物語の舞台について解説する「よくわかるジョスト基礎講座」（以降、「基礎講座」）というミニコーナーが流れる。
女性キャラクターの裸身については、テレビ放送版やネット配信版では乳首が明確に見える状態でも描かないように措置が取られているが、BD / DVDでは全面解禁されている。なお、このBD版は視聴年齢制限付きで2016年11月13日にAT-Xで全12話が一挙放送された。

### 製作
監督は『アクエリオンEVOL』や『ヤマノススメ』の山本裕介、シリーズ構成は『お兄ちゃんだけど愛さえあれば関係ないよねっ』や『波打際のむろみさん』のふでやすかずゆき、キャラクターデザインは『この中に1人、妹がいる!』の桂憲一郎、アニメーション制作は『武装神姫』のエイトビットがそれぞれ担当している。また、3DCGには『進撃の巨人』などで知られるマッドボックスも参加している。なお、エイトビットがアダルトゲーム原作作品を手掛けたのは、本作が初である。
テレビアニメ化は山本を監督に起用することから始まり、彼が引き受ける条件として要望したエイトビットが制作会社に起用された。山本は過去の代表作『VS騎士ラムネ&40炎』や『マスターモスキートン』を通じ、プロデューサーのあらかわまさのぶや彼の友人であるアニメーターの黒田和也からも実力を信頼されていたため、それが本作への起用につながった。また、キャラクターデザインについてはコンペティションが行われたが、山本もあらかわも最初から桂を起用したい意向だったうえ、彼への決定を報告されたRicottaからも全会一致で安心する旨が寄せられた。桂は山本やあらかわと話し合い、脚本や演出の意図を汲み取ったうえでアドリブも盛り込んだり、「腑に落ちる」と精力的に応えている。
テレビアニメ版ではPCゲーム版以上に馬や鎧を動かす必要があるため、エイトビットではそれらについての試行錯誤が重ねられた。それらを経て完成した3DCGを上手く動かせたのはマッドボックスのおかげであり、その良質な出来を見た山本は「これだったらもっとジョストのシーンを増やせば良かった」と後悔するほどだったが、キャラクター押しの話も作ろうという意向からそのシーンがほとんど出てこない話が作られるなど、結果的にはちょうど良いバランスのシリーズ構成となった。手描きと3DCGの組み合わせについては、撮影処理で馴染ませる必要があることから基本的に鎧のヘルムがフェイスガード状態では3DCG、フェイスオープン状態では手描きと住み分けているが、これにはロボットアニメの出撃シーンにおける王道パターンに近い意味合いも含まれている。馬についても、デザインを岸田隆宏に依頼したうえでメインアニメーターの入江篤に手描きで描いてもらうシーンがあるなど、各馬の描き分けも含めて凄腕で知られる両者が贅沢に起用されているが、これはエイトビットの代表を務める葛西励の提案によるものである。また、乗ってみないとわからないという意向から山本は乗馬の取材にも出向いたが、その際には島根県浜田市の乗馬牧場「かなぎウエスタンライディングパーク」が協力しており、エンディングクレジットにも動物取扱責任者と共に名を連ねている。
物語の舞台であるヘレンズヒルについては、ドイツのバンベルクがモデルとして用いられた。TARTE TIMEなどもそれを元に配置されているが、風車は途中で登場させた場合に不自然に見えないよう、シリーズ構成を逆算して第一話から登場させるなど、意識した設定や描写が盛り込まれている。
物語については、当初は自由に作るという意向からジョストを盛り込まずに描くことも検討されていたが、全12話を貫く「串」が必要という意向からジョストを盛り込むこととなった。それによってある程度はPCゲーム版に沿った展開が必要となり、物語の分岐やメインヒロインを誰にするかについてRicottaとの話し合いが行われた結果、Ricottaからハーレム作品として均等に扱って欲しいとの要望が出たため、ふでやすはPCゲーム版の各エピソードを拾いつつ各ヒロインのバランスを取った。その中には、本筋とは直接関係無いお色気を活かしたサービスシーンやミニコントも含まれている。また、朴念仁ゆえに口数の少ない貴弘の台詞よりも画面に趣向を凝らして彼の心情や存在感を描くなど、オーソドックスな演出が盛り込まれているが、そこには山本もあらかわも『エースをねらえ!』のイメージを重ねて見ている。
音楽については、山本がPCゲーム版をプレイしてみた結果に持った気高い印象の「清冽な戦い」に中西亮輔が応え、重装備の馬の走りにも合うものが作られた。
オープニングアニメーションは、アニメーターとしても知られる山下敏成の絵コンテ・演出と彼の所属先であるゼロジーによって制作されている。本編には山下以外にもベテランのアニメーターや演出家が多数参加しているが、その中には山本の人脈を通じて参加した者だけでなく、彼や桂の参加を知って自分から参加を申し出た者もいる。
スタッフは本作の制作終了後、2014年7月期に放送された『ヤマノススメ セカンドシーズン』にも参加しており、作中の背景などに本作からのカメオ出演的要素を多数盛り込んでいる。

### プロモーション
テレビアニメ化は2013年6月21日に発表された。同年9月29日には、日経BPのイベント「ツギアニ！2013 秋」で第1話が先行上映され、オープニングテーマを歌う橋本みゆきとエンディングテーマを歌う麻生夏子が登壇して各々の曲が披露された。
2013年9月1日から、テレビアニメ化と『More&More』の発売応援として、Getchu.comで4か月連続のクリアしおりプレゼントキャンペーンが実施された。
2013年12月11日から同年12月31日まで、株式会社ぱるてのんプロが運営するメイドカフェ「戦国メイドカフェ&バーもののぷ」で本作とのコラボレーションイベントが開催された。
2014年3月4日には、GNTのAndroid/iPhone用アプリ『出動!美女ポリス』とのコラボレーションカードの配信が開始された。
2014年4月25日には、graphiteのスマートフォン向けWebゲーム『属魂少女〜ソウルガール〜』とのコラボレーション衣装の配信が開始された。
2014年11月5日には、リンクスジャパンのAndroid用アプリとして『ワルキューレロマンツェのタイピングゲームアプリ』の無料配信が開始された。

### 主題歌（アニメ）
オープニングテーマ「UN-DELAYED」
作詞 - 畑亜貴 / 作曲 - fandelmale (Arte Refact) / 編曲 - fandelmale、酒井拓也 (Arte Refact) / 歌 - 橋本みゆき
第十二話ではオープニングが無く、挿入歌として2番の歌詞で用いられた。
エンディングテーマ「MoonRise Romance」
作詞 - こだまさおり / 作曲・編曲 - 山田祐輔 / ストリングアレンジ - 川本新 / 歌 - 麻生夏子

### 各話リスト
| 話数     | サブタイトル                         | 脚本             | 絵コンテ | 演出       | 作画監督                                  | 基礎講座 |
| -------- | ------------------------------------ | ---------------- | -------- | ---------- | ----------------------------------------- | -------- |
| 第一話   | 桜の園 ―Immature Knights             | ふでやすかずゆき | 山本裕介 | 水本葉月   | 高田晃、村田峻治 大河原晴男、田中誠樹     | あり     |
| 第二話   | 美桜の試練 ―Common Maiden            | ふでやすかずゆき | 阿保孝雄 | 小野田雄亮 | 津熊健徳、山村俊了 関口雅浩               | あり     |
| 第三話   | 決闘の朝 ―Victory or Defeat          | ふでやすかずゆき | 吉田泰三 | 森義博     | 実原登、鎌田均 山村俊了                   | あり     |
| 第四話   | 騎士の資格 ―Pride                    | 本田雅也         | 星野真   | 星野真     | 近藤源一郎、満若高代                      | あり     |
| 第五話   | 鎧を脱いだ少女たち ―Tea Time         | ふでやすかずゆき | 京極尚彦 | 京極尚彦   | 山中正博                                  | なし     |
| 第六話   | ヘレンズヒルの休日 ―Trouble with T.M | ふでやすかずゆき | 大野和寿 | 大野和寿   | 山田裕子、実原登 猿渡聖加                 | なし     |
| 第七話   | 風車の下で ―Legendary Knight         | 本田雅也         | 吉田泰三 | 松田清     | 鈴木俊二、山村俊了 津熊健徳               | なし     |
| 第八話   | 流れ星に願う ―Heartache              | ふでやすかずゆき | 阿保孝雄 | 浅見松雄   | 猿渡聖加、山内則康 実原登、鎌田均         | あり     |
| 第九話   | 乙女たちの祭典 ―Bottom Of The Skirt  | 本田雅也         | 水本葉月 | 水本葉月   | 関口雅浩                                  | なし     |
| 第十話   | 激闘 ―Close Fights                   | ふでやすかずゆき | 喜多幡徹 | 喜多幡徹   | 近藤源一郎、鳥山冬美 佐藤真里那、福島豊明 | なし     |
| 第十一話 | 勝利のゆくえ ―Stand Up!              | ふでやすかずゆき | 阿部記之 | 倉谷涼一   | 横田和彦                                  | なし     |
| 第十二話 | 夏の終わりに ―In The End             | ふでやすかずゆき | 吉田泰三 | 小野田雄亮 | 山中正博、鈴木俊二 山田裕子               | あり     |

### 放送局
| 放送地域 | 放送局             | 放送期間                  | 放送日時                     | 放送系列       | 備考                            |
| -------- | ------------------ | ------------------------- | ---------------------------- | -------------- | ------------------------------- |
| 東京都   | TOKYO MX           | 2013年10月7日 - 12月23日  | 月曜 0:30 - 1:00（日曜深夜） | 独立局         |                                 |
| 兵庫県   | サンテレビ         | 2013年10月8日 - 12月24日  | 火曜 0:30 - 1:00（月曜深夜） | 独立局         |                                 |
| 日本全域 | AT-X               | 2013年10月8日 - 12月24日  | 火曜 20:30 - 21:00           | CS放送         | 製作委員会参加 リピート放送あり |
| 京都府   | KBS京都            | 2013年10月10日 - 12月26日 | 木曜 1:00 - 1:30（水曜深夜） | 独立局         |                                 |
| 愛知県   | テレビ愛知         | 2013年10月10日 - 12月26日 | 木曜 3:05 - 3:35（水曜深夜） | テレビ東京系列 |                                 |
| 日本全域 | ニコニコ生放送     | 2013年10月10日 - 12月26日 | 木曜 23:30 - 金曜 0:00       | ネット配信     |                                 |
| 日本全域 | ニコニコチャンネル | 2013年10月11日 - 12月27日 | 金曜 0:00 更新               | ネット配信     | 最新話1週間無料                 |
| 日本全域 | バンダイチャンネル | 2013年10月11日 - 12月27日 | 金曜 12:00 更新              | ネット配信     | 最新話1週間無料                 |
| 日本全域 | dアニメストア      | 2013年10月11日 - 12月27日 | 金曜 12:00 更新              | ネット配信     |                                 |

上記のほか、日本国外へはCrunchyrollを通じて配信されている。

### 関連商品（アニメ）

#### BD / DVD
| 巻 | 発売日         | 収録話          | 規格品番   | 規格品番   | 規格品番   |
| 巻 | 発売日         | 収録話          | BD初回版   | BD通常版   | DVD初回版  |
| -- | -------------- | --------------- | ---------- | ---------- | ---------- |
| 1  | 2013年12月27日 | 第1話 - 第2話   | PCXG-50311 | PCXG-50321 | PCBG-51671 |
| 2  | 2014年1月24日  | 第3話 - 第4話   | PCXG-50312 | PCXG-50322 | PCBG-51672 |
| 3  | 2014年2月28日  | 第5話 - 第6話   | PCXG-50313 | PCXG-50323 | PCBG-51673 |
| 4  | 2014年3月19日  | 第7話 - 第8話   | PCXG-50314 | PCXG-50324 | PCBG-51674 |
| 5  | 2014年4月25日  | 第9話 - 第10話  | PCXG-50315 | PCXG-50325 | PCBG-51675 |
| 6  | 2014年5月23日  | 第11話 - 第12話 | PCXG-50316 | PCXG-50326 | PCBG-51676 |

#### CD
発売元は全てランティス。
UN-DELAYED
発売日：2013年10月23日
MoonRise Romance
発売日：2013年11月27日
TVアニメ ワルキューレロマンツェ オリジナルサウンドトラック
発売日：2013年12月25日

#### ノベライズ（アニメ）
ぽにきゃんBOOKS版はテレビアニメの制作と並行して執筆された。第1巻はぽにきゃんBOOKSのローンチタイトルの1つでもある。
KTC版と異なりセックス描写はないが、表紙で各ヒロインのパンティーが見えているため、ぽにきゃんBOOKSのテレビCMでは自主規制が入っていた。
一迅社版はテレビアニメのIFストーリーという扱いで、『スィーリア編』『美桜編』『リサ編』の3編が収録されている。
ワルキューレロマンツェ
著者：緋影彰人 / 表紙：黒田和也 / 挿絵：植田和幸 / 発行：ポニーキャニオン / レーベル：ぽにきゃんBOOKS
1. 2013年12月3日発売、ISBN 978-4-8652-9006-6
2. 2014年1月10日発売、ISBN 978-4-8652-9013-4
3. 2014年2月3日発売、ISBN 978-4-8652-9019-6

ワルキューレロマンツェ アナザーストーリー
著者：水無瀬さんご / 発行：一迅社 / レーベル：SELEN NOVELS
- 2014年2月4日発売、ISBN 978-4-7580-4537-7

#### コミカライズ（アニメ）
ワルキューレロマンツェ コミックアンソロジー
発行：一迅社 / レーベル：DNAメディアコミックス
- 2014年2月25日発売、ISBN 978-4-7580-0797-9

#### 書籍（アニメ）
TVアニメ「ワルキューレロマンツェ」Official Visual Fan Book
2014年5月3日発売 / 発行：ポニーキャニオン、ISBN 978-4-865290-43-1
テレビアニメ版ムック。